# Belenois rubrosignata
Belenois rubrosignata is een vlindersoort uit de familie van de Pieridae (witjes), onderfamilie Pierinae.
Belenois rubrosignata werd in 1901 beschreven door Weymer.